# Premium Harmony
Premium Harmony ist der Titel einer in der Sammlung Basar der bösen Träume (2016) erschienenen Kurzgeschichte des amerikanischen Schriftstellers Stephen King, die er Ende Oktober 2009 auf seiner Homepage ankündigte und die bereits wenige Tage später im Internet erstveröffentlicht wurde.

## Inhalt
Nach einem Streit zwischen Ray Burkett und seiner Frau Mary stirbt diese beim Einkauf an einem Herzinfarkt. Rays Reaktion darauf ist mehr als erschreckend: Völlig gleichgültig verfolgt er die Arbeit der Sanitäter, stellt Mutmaßungen darüber an, ob er Chancen auf Sex mit der Angestellten des Ladens hätte, und empfindet Ekel, weil der Ladenbesitzer – ein Farbiger – seiner Frau Mund-zu-Mund-Beatmung verpasst hatte. Als Ray feststellt, dass er seinen Hund im Wagen vergessen hat, ist es schon zu spät: Die Sommerhitze hat den Wagen auf über 50 Grad aufgeheizt; der Hund ist verendet. Rays Reaktion: Er findet es amüsant, dass der Hund jetzt schon bei seinem Frauchen ist ... und freut sich, dass er nun, da die ständig nörgelnde Mary tot ist, ungestört und wo immer er will rauchen darf – seine Lieblingsmarke Premium Harmony.

## Wissenswertes
- Die Geschichte erschien am 9. November 2009 in der Zeitschrift The New Yorker. Sie wurde zuvor am 2. November im Internet veröffentlicht.
- Sie ist komplett im Präsens verfasst.
- Die Kurzgeschichte spielt in Castle Rock, der berühmtesten Kingschen Kleinstadt, die dieser bereits seit längerer Zeit (seit der Kurzgeschichte Es wächst einem über den Kopf aus dem Jahr 1993) nicht mehr in den Fokus einer Erzählung gestellt hatte. Die Stadt ist in Premium Harmony heruntergekommen und wie ausgestorben, hat sich also offenbar noch immer nicht von Leland Gaunts Feldzug aus In einer kleinen Stadt (1991) erholt.